# Бойомир (герб)
Бойомир (пол. Bojomir) - шляхетський герб з нобілітації, наданий у Королівстві Польському.

## Опис герба
У синьому полі золотий півмісяць із срібними шестикінечними зірками над кожним із рогів. 
Клейнод: над шоломом, із хрестом кавалерським на шиї на ланцюгу, рука з шаблею піднята для удару (тніння). Намет синій, підбитий золотом.

## Історія
Герб, разом з спадковим шляхетством, наданий Командиру 4-го Уланського полку Польських військ Анджею Рутьє (пол. Andrzej Ruttie (Buttie)) за довготривалу старанну службу, грамотою імператора Миколи I 21(9) лютого 1827 року.
Герб  внесений до Частини 1 Гербовника дворянських родів Царства Польського, стор. 70.

## Геральдична родина
Тадеуш Гайль подає один гербовий рід (оскільки герб був власним): 
- Рутьє (Ruttie) (у Островського Бутьє) (Buttie).